# Spinembolia clabnum
Spinembolia clabnum is een spinnensoort in de taxonomische indeling van de kogelspinnen (Theridiidae).
Het dier behoort tot het geslacht Spinembolia. De wetenschappelijke naam van de soort werd voor het eerst geldig gepubliceerd in 1978 door Michael J. Roberts.